# اپوکسی
پولی پوکساید یا اپوکسی یک نوع پلیمر گرماسخت (ترموست) است که از ترکیب و فعل و انفعالات دو جزء اصلی اپوکساید رزین و سخت‌کننده‌ها که به هاردنر معروف هستند تشکیل می‌گردد. رزین اپوکسی از تکپارها که مولکول‌های واحدی هستند و از به هم پیوستن آن‌ها بسپارها یا همان پلیمرها که مولکول‌های بزرگ را تشکیل می‌دهند، با زنجیر کوتاه که در انتهایشان یک گروه اپوکساید قرار دارد تشکیل می‌شود.

## انواع
سخت‌کننده‌ها را به دو گروه کلی پلی‌آمید و پلی‌آمین می‌توان تقسیم نمود که هر کدام بر اساس مورد مصرف و کاربری مورد انتظار از اپوکسی به‌دست آمده مورد استفاده قرار خواهند گرفت.
سخت‌کننده‌های آمینی را معمولاً برای اپوکسی‌های بدون حلال با کاربری چسب و کفپوش یا برای کاربری‌هایی که ضخامت بالایی از مواد مد نظر است مورد استفاده قرار می‌دهند. اما پلی‌آمیدها را نمی‌توان در ضخامت‌های بالا مورد استفاده قرار داد.
به عبارت کلی‌تر می‌توان گفت اپوکسی‌های پلی‌آمینی به‌عنوان چسب و کفپوش یا در صنایع قالب‌سازی و تزئینی و اپوکسی‌های پلی‌آمیدی به‌عنوان رنگ‌های صنعتی مورد استفاده قرار می‌گیرند.

پوشش‌های اپوکسی به دلیل ویژگی‌های خاصشان در صنایع مختلف به عنوان رنگ‌های صنعتی ضد خورندگی، کف‌پوش‌ها، چسب، کامپوزیت‌ها و … مورد استفاده قرار می‌گیرند.

## تاریخچه
در سال ۱۹۳۴ پل شلاک آلمانی نخستین پژوهشگری بود که موفق به سنتز رزین اپوکسی شد و اختراع را به نام خود ثبت نمود. کاشف بیسفنول آ پیر کاستان از سوئیس بود که در سال ۱۹۳۸ میلادی این اختراع را ثبت نمود. این اختراع را کمپانی سیبا Ciba ثبت کرد که تبدیل به یکی از سه تولیدکننده بزرگ اپوکسی در دنیا شد. این شرکت در دههٔ ۱۹۹۰ میلادی دستخوش مشکلات داخلی گشت و به کمپانی هانتسمن Huntsman آمریکا واگذار شد. اما رزین اپوکسی به شکل امروزی در سال ۱۹۴۶ میلادی از ترکیب اپی‌کلروهیدرین و بیسفنول آ توسط سیلوان اوون گرینلی (Sylvan Greenlee) از کمپانی دوو-رینولدز (Devoe-Reynolds) سنتز و ثبت اختراع شد. این کمپانی بعدها توسط کمپانی مواد شیمیایی شِل (Shell) خریداری شد و بعد از چند بار دست به دست شدن؛ هم‌اکنون بخشی از شرکت هگزیون (Hexion Inc) آمریکا است.

## کاربردها
کاربردهای موادی که بر پایهٔ اپوکسی ساخته می‌شوند گسترده است و مهم‌ترین آن در ساخت رنگ اپوکسی و کفپوش اپوکسی است و همچنین شامل کاربرد در ساخت موادی چون چسب‌ها، کامپوزیت‌ها (مانند موادی که از فایبرگلاس یا فیبر کربن استفاده می‌کنند) و تقویت‌کننده‌ها می‌شود (اگرچه پلی‌استر، وینیل استر و دیگر صمغ‌های ترموست هم برای پلاستیک تقویت‌شده با شیشه به‌کار می‌روند).
ساختار شیمیایی اپوکسی‌ها این اجازه را می‌دهد که بسپارهای گوناگونی با خواص بسیار متفاوت تولید شود. به‌طور کلی اپوکسی‌ها را به خاطر چسبندگی، مقاومت شیمیایی و گرمایی، خواص خوب یا حتی عالی مکانیکی، و مقاومت الکتریکی بسیار خوب آن‌ها نسبت به اکثر رزین‌های دیگر می‌شناسند. بسیاری از خواص اپوکسی‌ها را می‌توان تغییر داد، برای مثال اپوکسی‌های پرشده از نقره که رسانایی الکتریکی خوبی دارند یا اپوکسی پرشده از روی که مقاومت خوردگی خوبی دارد یا مخلوط آن با ریز الیاف‌های کربن آن‌ها را رسانا می‌کند نیز وجود دارد و این در حالی است که اپوکسی خالص عایق الکتریکی است. برخی از انواع که دارای خاصیت عایقی/رسانایی در برابر گرما هستند و مقاومت الکتریکی بالایی دارند در الکترونیک کاربرد دارند.
- رنگ‌ها و پوشش
- نفت و پتروشیمی
- چسب‌ها
- قالب‌های صنعتی و کامپوزیت‌ها
- سامانه‌های الکتریکی و الکترونیک
- مصارف خانگی و دریایی
- هوافضا: در صنعت هوافضا، اپوکسی به عنوان ماده ماتریس ساختاری استفاده می‌شود که سپس توسط فیبر تقویت می‌شود. تقویت‌کننده‌های الیافی معمولی شامل شیشه، کربن، کولار و بور هستند. از اپوکسی‌ها به عنوان چسب ساختاری نیز استفاده می‌شود. موادی مانند چوب و سایر موادی که دارای فناوری پایین هستند با رزین اپوکسی چسبانده می‌شوند. اپوکسی‌ها عموماً از نظر خواص مکانیکی و مقاومت در برابر تخریب محیطی از اکثر انواع رزین‌های دیگر بهتر عمل می‌کنند.
- زیست‌شناسی: اپوکسی‌های محلول در آب مانند Durcupanare معمولاً برای جاسازی نمونه‌های میکروسکوپ الکترونی در پلاستیک استفاده می‌شود، بنابراین می‌توان آن‌ها را با میکروتوم برش داد (برش نازک) و سپس تصویربرداری کرد.[۱۰]
- کفپوش‌های صنعتی، بیمارستانی و بهداشتی و مخابراتی: این کفپوش‌ها بر پایه هاردنر سیکلو آلیفاتیک پلی‌آمین تغییر یافته و رزین اپوکسی بیسفنول A تولید و ارائه می‌گردد، در ساختار این محصول از هیچ‌گونه حلال و رقیق‌کنندهٔ واکنش‌گرا استفاده نشده است و همین امر موجب می‌گردد که ساختار پلیمری محصول پس از واکنش به صورت ثابت باقی بماند و خصوصیات شیمیایی آن دچار کاهش خواص نگردد، مقاومت شیمیایی مناسب به همراه مقاومت مکانیکی عالی و چسبندگی سطحی بالای این محصول این امکان را فراهم آورده که از آن بتوان در کلیهٔ سطوحی که در مجاورت مواد شیمیایی و اسیدها و قلیاهای متوسط قرار دارند، به راحتی استفاده نمود، همچنین با توجه به خصوصیات بهداشتی این محصول، امکان به‌کارگیری آن در سطوحی که علاوه بر مقاومت شیمیایی، بهداشتی بودن پوشش نیز حائز اهمیت است وجود دارد.[۱۱][۱۲]
- هنر: از ترکیب رزین اپوکسی با چوب، فلز و سایر مواد، مصنوعات هنری ساخته می‌شود. رزین اپوکسی، مخلوط با رنگدانه، ممکن است به‌عنوان یک مادهٔ رنگ‌آمیزی، با ریختن لایه‌ها روی یکدیگر برای تشکیل یک تصویر کامل استفاده شود.[۱۳] همچنین در جواهرات، به‌عنوان رزین گنبدی برای تزئینات و برچسب‌ها، و در کاربردهای نوع دکوپاژ برای میز استفاده می‌شود.
- کفپوش‌های دکوراتیو
- کفپوش اپوکسی گرانیت

کاربرد رزین اپوکسی در هنر بسیار زیاد است. از رزین اپوکسی می‌توان در تولید و ساخت لوازم تزئینی (ترکیب اجسام مختلف مانند گل و حشرات با رزین اپوکسی برای حفظ این اجسام و جلوگیری از تجزیه شدن آن‌ها)، ساخت جواهرات، استفاده در نقاشی، ساخت لوازم دکوری استفاده کرد.
رزین اپوکسی به‌خاطر برخورداری پایین از مواد سمی و شیمیایی سلامتی هنرمندان را به خطر نمی‌اندازد و بین هنرمندان مختلف و افرادی که کسب و کار خانگی دارند بسیار محبوب شده است.

### پوشش‌های مخازن
ساختار شیمیایی خاص رزین‌های اپوکسی اجازه می‌دهد تا از آن به صورت دو جزء مایع جهت ساخت رنگ نهایی استفاده کرد. در نوع خاصی از اپوکسی‌های بدون حلّال که برای مخازن آب شرب استفاده می‌شود، اپوکسی‌هایی با وزن مولکولی پایین مورد استفاده قرار می‌گیرند که به‌طور طبیعی مایع بوده و نیازی به حلال‌های مضر و فرار ندارند. این ویژگی باعث می‌شود که علاوه بر حفظ خواص منحصر به فرد رنگ اپوکسی، حلال‌های مضر آلی از آن منتشر نشود و به همین سبب آب شرب داخل مخازن آلوده نمی‌شود.

### انواع کفپوش‌ها

#### کفپوش‌های اپوکسی
کفپوش اپوکسی نوعی کفپوش پلیمری است که از رزین اپوکسی و مایع هاردنر (سخت‌کننده) ساخته می‌شود. این کفپوش، سطحی بسیار براق داشته و استفاده‌های گوناگونی در صنایع دارد. این مدل کفپوش به دلیل مقاومت شیمیایی و فیزیکی بسیار بالایی که دارد، مناسب محیط‌های صنعتی است.
- کفپوش ضد اسید: این پوشش به دلیل دارا بودن خواص مکانیکی و شیمیایی بسیار خوب جهت کلیه سطوحی که در معرض مواد شیمیایی، گازوئیل، بنزین، روغن و فاضلاب‌های صنعتی و… قرار دارند مورد استفاده قرار می‌گیرد.
- کفپوش دکوراتیو: این محصول، کفپوشی تزئینی است که دیگر تنها یک رنگ ندارد و ممکن است با پاشش ذرات متالیک یا ذره‌های دیگر، جا دادن طرح‌های مختلف در آن یا پاشش رنگ‌های گوناگون، طرح‌های زیبا و چشم‌نواز را با آن ایجاد کرد. کفپوش‌های سه‌بعدی نیز نوعی کفپوش دکوراتیو هستند.
- کفپوش آنتی‌استاتیک (کانداکتیو): این روکش بر پایهٔ رزین اپوکسی و سخت‌کننده ویژه به همراه افزودنی‌های خاص فرموله می‌شود و قابلیت انتقال جریان الکتریسیتهٔ ساکن را به واسطهٔ شبکه مسی که در حین اجرای کفپوش در آن کارگذاشته می‌شود، دارا است و به همین دلیل به روکش ضد جرقه نیز معروف است. البته تفاوت بسیار کوچکی بین کانداکتیو و آنتی‌استاتیک وجود دارد.

##### کفپوش ورزشی
مشخصات فنی کفپوش اپوکسی ورزشی بسته به نوع کاربرد (سالن بدنسازی، سالن چندمنظوره، سالن والیبال یا بسکتبال و...) می‌تواند متفاوت باشد، اما به‌طور کلی دارای ویژگی‌ها و مشخصات فنی زیر است:

### مشخصات فنی کفپوش اپوکسی ورزشی
- ضخامت: ۲ تا ۴ میلی‌متر
- مقاومت در برابر سایش: بالا
- جذب ضربه: متوسط
- رنگ‌بندی: متنوع (آبی، قرمز، سبز، طوسی)

### ساختار لایه‌ای کفپوش اپوکسی ورزشی:
1. زیرسازی (آستر): پرایمر اپوکسی برای چسبندگی بیشتر به سطح بتنی یا موزاییکی
2. لایه میانی: ملات اپوکسی به همراه سیلیس (جهت استحکام و پر کردن خلل و فرج)
3. لایه نهایی: اپوکسی نهایی رنگی با مقاومت بالا و قابلیت ضد لغزش
4. (در صورت نیاز): تاپ‌کوت پلی‌یورتان برای مقاومت بیشتر در برابر UV یا ضربه

### مزایای کفپوش اپوکسی ورزشی:
- بدون درز، بهداشتی و ضد میکروب
- دوام بالا و عمر مفید طولانی
- زیبایی ظاهری بالا
- نگهداری و نظافت آسان
- قابل استفاده در سالن‌های چندمنظوره
- امکان ایجاد خطوط و مرزهای رنگی برای زمین‌های ورزشی مختلف

- کفپوش معمولی با مقاومت مکانیکی و شیمیایی متوسط
- گروت‌ها
- ماستیک
- کاشی‌کاری ضد اسید
- فایبر ضد اسید
- پلیمر
- آنتی‌باکتریال: روکش‌های اپوکسی مزایای زیادی دارند که نسبت به سایر پوشش‌های کف ارجح هستند. بتن سطح به علت خاصیت قلیایی ذاتی خود به واسطهٔ وجود ناخالصی‌های فلزی به راحتی مورد آسیب مواد شیمیایی قرار می‌گیرد.
- آنتی‌داست: این محصول بر پایهٔ رزین اپوکسی بیسفنول A و هاردنر پلی‌آمین طراحی گردیده است. گران‌روی مناسب این محصول سبب ایجاد خاصیت Self-Leveling می‌شود و پس از اجرا دارای سطح شفاف است.
- فلکسیبل: کفپوش اپوکسی S.CF.04 و هاردنر اپوکسی HR-03 بر پایهٔ رزین اپوکسی اولیگوآکریلات پلیمر oligo acrilat polymer base) (و هاردنر پلی‌آمید و آمین (polymido amine hardener) تولید و ارائه می‌گردد.

#### کفپوش‌های پلی‌اورتان
کفپوش پلی‌اورتان خود نوعی از کفپوش‌های اپوکسی است که انعطاف بیشتری داشته و در نتیجه شکنندگی کمتری دارد. به همین دلیل از این کفپوش در محیط‌های سرد مانند سردخانه‌های صنعتی و ورزشگاه‌ها، بیشتر استفاده می‌شود.
- کفپوش ورزشی
- کفپوش تارتان
- کفپوش صنعتی
- کفپوش معمولی
- کفپوش سردخانه
- کفپوش فضای روباز

#### کفپوش‌های پلی یوریا
پلی یوریا (Polyurea) پلیمری ترموست است که محصول واکنش یک جزء ایزوسیانات و یک جزء ترکیب رزین‌های آمینی است. ایزوسیانات می‌تواند آروماتیک یا آلیفاتیک، مونومر، پلیمر، شبه پری‌پلیمر یا یک پری‌پلیمر باشد.

## رنگ‌های اپوکسی
یکی از مهم‌ترین صنایعی که اپوکسی به صورت گسترده در آن استفاده می‌شود، صنعت رنگ است. در حال حاضر می‌توان انواع مختلفی از رنگ‌های اپوکسی را در بازار مشاهده کرد. رنگ‌های اپوکسی از دو ماده هاردنر و اپوکسی تشکیل می‌شوند که مقاومت بسیار بالایی در مقابل آب، ضربه و مواد شیمیایی دارد. همین ویژگی باعث شده تا رنگ‌های اپوکسی کاربرد فراوانی در بازار دارند.

## بازار مصرف جهانی
بازار جهانی رزین اپوکسی در سال ۲۰۱۶ تقریباً ۸ میلیارد دلار ارزش داشت. بازار رزین اپوکسی تحت سلطهٔ منطقهٔ آسیا و اقیانوسیه است که ۵۵٫۲٪ از کل سهم بازار را شامل می‌شود. چین بزرگ‌ترین تولیدکننده و مصرف‌کننده در سطح جهان است و تقریباً ۳۵ درصد از تولید رزین جهانی را مصرف می‌کند. بازار جهانی تقریباً از ۵۰ تا ۱۰۰ تولیدکنندهٔ رزین و سخت‌کنندهٔ اپوکسی پایه یا کالا تشکیل شده است. در اروپا، حدود ۳۲۳٬۰۰۰ تن رزین اپوکسی در سال ۲۰۱۷ تولید شد که حدود ۱٬۰۵۵ میلیون یورو فروش داشته است. آلمان بزرگ‌ترین بازار رزین‌های اپوکسی در اروپا است و پس از آن ایتالیا، فرانسه، انگلستان، اسپانیا، هلند و اتریش قرار دارند.

## مزایای روکش صنعتی اپوکسی
- افزایش مقاومت بتن در برابر فرسایش، تخریب و اکثر مواد شیمیایی
- روکش اپوکسی مطلقاً جذب آب ندارد و از نفوذ آب، روغن و سایر مایعات به جسم بتن جلوگیری می‌کند.
- روکش اپوکسی، سبک و کم حجم بوده و از ایجاد هرگونه گرد و غبار جلوگیری می‌نماید.
- روکش اپوکسی به صورت یکپارچه و در رنگ‌های متنوع اجرا می‌گردد.
- روکش اپوکسی با ضخامت ۴ میلی‌متر، افزایش مقاومت فشاری بتن را تا ۱۱۰۰ kg/cm2 را دربردارد.
- سهولت در شستشو، حداقل ۲۰ سال عمر مفید و سرعت در ترمیم آن، از سایر امتیازات این پوشش است.

## خطرهای بهداشتی
مهم‌ترین خطر مرتبط با استفاده از اپوکسی، حساس‌شدگی نسبت به سفت‌کننده است؛ که در طول زمان ممکن است منجر به واکنش‌های آلرژیک شود. این واکنش‌ها گاهی ممکن است پس از گذشت چندین روز از زمان تماس رخ دهد. استفاده از اپوکسی یکی از دلایل اصلی آسم شغلی در میان استفاده‌کنندگان پلاستیک است.
بیسفنول آ (به انگلیسی: Bisphenol A) که در رزین اپوکسی به کار می‌رود، عاملی شناخته‌شده در ایجاد اختلال در کار غدد درون‌ریز است.